# Distretto di Ermera
Il distretto di Ermera è uno dei 13 distretti di Timor Est, localizzato nella parte centrale-ovest del Paese. 
Ha una popolazione di 117 064 abitanti (2010) ed un'area di 746 km². 
La sua capitale è Gleno, la quale è posizionata a 30 km a sud-ovest della capitale nazionale Dili.
La città di Ermera, anche conosciuta come Vila Ermera, si trova a 58 km dalla capitale lungo la stessa strada.
Ermera è uno dei due distretti senza sbocchi sul mare di Timor Est, l'altro è Aileu. 
Confina a nord con il distretto di Liquiçá, a nordest con il distretto di Dili, ad est con il distretto di Aileu, a sudest con il distretto di Ainaro e ad ovest con il distretto di Bobonaro, il cui confine è segnato dal corso del fiume Lóis.
Il distretto è identico a quello omonimo del Timor Portoghese. 
I suoi sottodistretti sono Atsabe, Ermera, Hatólia, Letefohó e Railaco.